# Richard Ramirez
Ricardo "Richard" Muñoz Ramírez (født 29. februar 1960 i El Paso, Texas, død 7. juni 2013 i Greenbrae, Californien) var en dømt amerikansk seriemorder, som ventede på at blive henrettet på Californiens dødsgang i fængslet San Quentin State Prison. Før han blev anholdt, blev Ramírez døbt Night Stalker af nyhedsmedierne da han terroriserede Californien.

## Barndom og indflydelser
Richard Ramirez er den yngste af fem børn i en arbejdsklasse katolsk mexicansk–amerikansk familie. Hans venner beskriver ham som en enspænder, og dette var han allerede tidligt i barndommen. Han begyndte at ryge marijuana og sniffe lim i 8. klasse. Han gik på Theodore Roosevelt gymnasium i Boyle Heights. Han droppede ud af skolen i 9. klasse, han blev anholdt to gange i denne periode, på grund af stoffer.